# Бончи, Алессандро

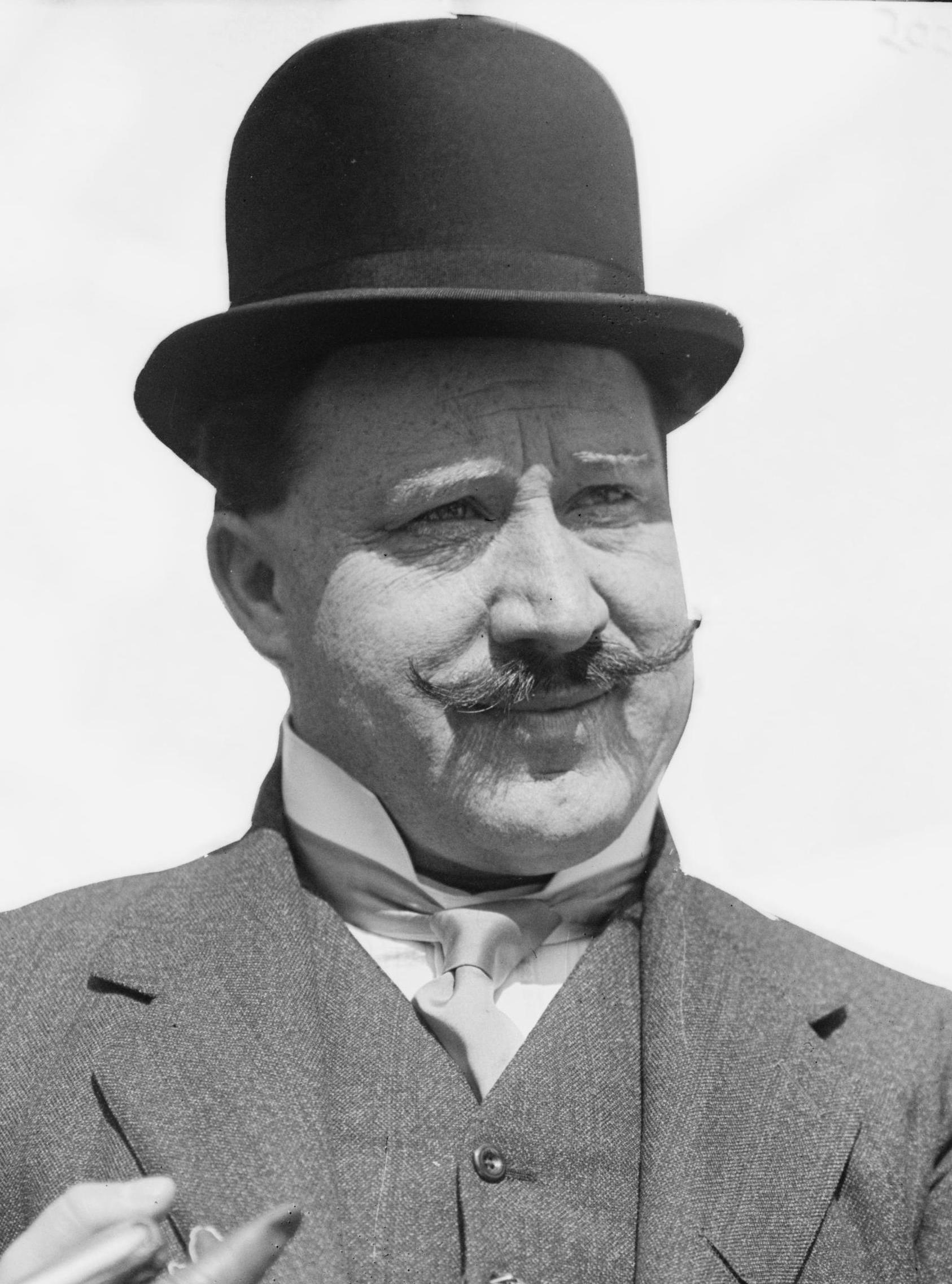
Алессандро Бончи в 1910 году

Алессандро Бончи (итал. Alessandro Bonci, 10 февраля 1870, Чезена — 8 августа 1940, Римини) — итальянский оперный певец (лирический тенор).

## Биография
Начинал свою карьеру простым обувщиком. По счастливому стечению обстоятельств он получил стипендию Музыкального лицея в Пезаро. Педагогами Бончи в течение пяти лет были сначала Карло Педротти (учитель известного тенора Франческо Таманьо), Феличе Коэн и наконец Энрико Делле Седье в Париже.
В 1896 году он дебютировал на сцене театра «Реджо» в Парме в роли Фентона в опере «Фальстаф» Верди. Дебют имел такой успех, что в конце своего первого сезона он получил приглашение от «Ла Скала», дебютировав там в 1897 году в опере «Пуритане» Винченцо Беллини.
Затем последовали гастроли в оперных театрах Санкт-Петербурга, Вены, Берлина, Лиссабона, Мадрида и Лондона. Он с большим успехом пел в Ковент-Гардене в 1900, 1907 и 1908 годах.
В 1906 году он выступил в Америке на открытии вновь созданной Манхэттенской оперы, исполнив партию Артура из «Пуритан» и работал в театре два сезона, став конкурентом звезды «Метрополитен-опера» Энрико Карузо в Нью-Йорке. В 1908—1910 годах он пел в «Метрополитен-опере». В 1910—1911 году он с сольными концертами объездил всю Америку.
Во время Первой мировой войны он прервал свою карьеру, записавшись добровольцем в ВВС Италии. В 1918 году он вернулся на сцену «Метрополитен-опера», а затем Чикагской оперы.
В 1922—1923 годах Бончи пел в Римском оперном театре, в следующем году давал мастер-классы в Америке.
После 1925 года певец постепенно сократил количество ангажементов, посвятив себя преподавательской деятельности в Милане, а в 1935 году окончательно покинул сцену, отойдя от общественной жизни. Одной из его учениц была композитор Джулия Рекли.
Алессандро Бончи умер в 1940 году в окрестностях Римини в возрасте 70 лет.

## Признание
Бончи был скромным человеком, и его голос не был слишком большим. Он был сладкозвучным, стильным и гибким, с превосходными высокими нотами и легким высоким . Он пел с тем, что в то время считалось бы стандартным вибрато, хотя более поздние поколения (до нашего собственного) предпочитали по другому.
Бончи исполнял произведения Беллини, Доницетти и Россини. Его голос, хотя и не слишком большой, отличался пластичностью, мягкостью, прозрачностью, нежностью звучания с выраженным вибрато. Он прекрасно брал верхние ноты, включая «ми». Многие из его записей до сих пор являются эталоном для ценителей бельканто.
Современники считали Алессандро Бончи и ирландского тенора Джона Маккормака единственными соперниками Энрико Карузо.
Он исполнял партии из опер «Пуритане» и «Сомнамбула», «Любовный напиток», «Фаворитка», «Дон Паскуале» и «Лючия ди Ламмермур», «Дон-Жуан», «Севильский цирюльник», «Травиата» и других. Однако лучшими исполнениями считаются партия Герцога из «Риголетто» Верди и Рудольфа в «Богема» Пуччини.
Пользовался популярностью как концертный певец (участвовал в исполнении «Реквиема» Верди и др.).